# Івано-Франківський район
Івано-Франківський район — один з адміністративних районів Івано-Франківської області України, утворений 17 липня 2020 року в рамках адміністративно-територіальної реформи. Адміністративний центр — місто Івано-Франківськ. Район межує на заході з Калуським, на південному заході з Надвірнянським, на південному сході з Коломийським районами Івано-Франківської області. На півночі та північному заході з Львівською (Львівський, Стрийський райони), на сході з Тернопільською (Тернопільський та Чортківський райони), та на південному заході з Закарпатською (Тячівський район) - областями. Станом на 2020 рік, населення становить 559 866 людей.

## Адміністративний поділ
До району належать такі об'єднані територіальні громади:
| Назва               | Категорія | Адмін. центр           |
| ------------------- | --------- | ---------------------- |
| Івано-Франківська   | міська    | місто Івано-Франківськ |
| Бурштинська         | міська    | місто Бурштин          |
| Богородчанська      | селищна   | смт Богородчани        |
| Солотвинська        | селищна   | смт Солотвин           |
| Дзвиняцька          | сільська  | село Дзвиняч           |
| Старобогородчанська | сільська  | село Старі Богородчани |
| Галицька            | міська    | місто Галич            |
| Більшівцівська      | селищна   | смт Більшівці          |
| Дубовецька          | сільська  | село Дубівці           |
| Рогатинська         | міська    | місто Рогатин          |
| Букачівська         | селищна   | смт Букачівці          |
| Тлумацька           | міська    | місто Тлумач           |
| Обертинська         | селищна   | смт Обертин            |
| Олешанська          | сільська  | село Олеша             |
| Тисменицька         | міська    | місто Тисмениця        |
| Єзупільська         | селищна   | смт Єзупіль            |
| Лисецька            | селищна   | смт Лисець             |
| Загвіздянська       | сільська  | село Загвіздя          |
| Угринівська         | сільська  | село Угринів           |
| Ямницька            | сільська  | село Ямниця            |